# 瓦倫施塔特

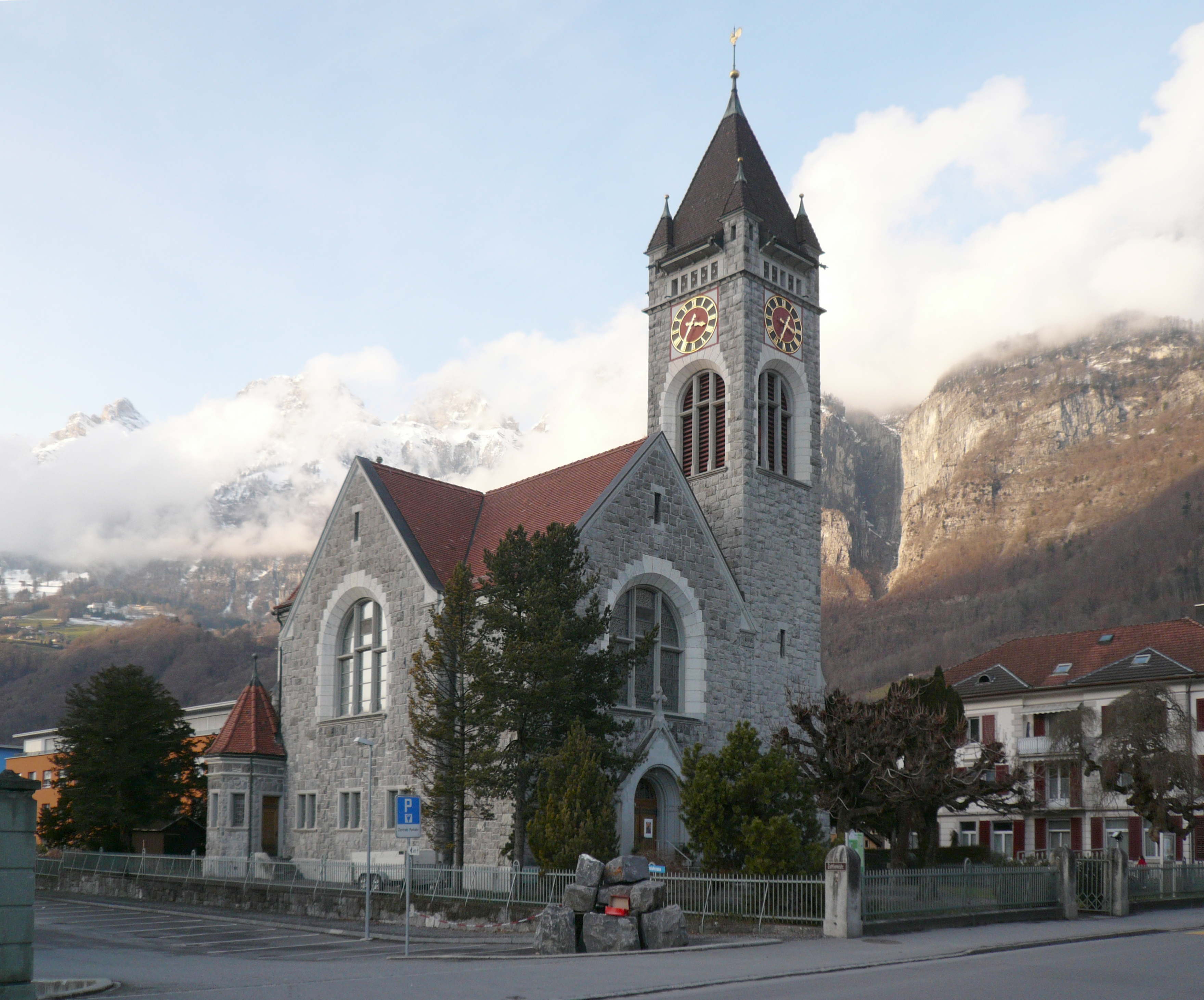

瓦倫施塔特（Walenstadt）是瑞士的城鎮，位於該國東部，由聖加侖州負責管轄，面積45.68平方公里，海拔高度425米，2011年人口5,428，其中六成居民信奉羅馬天主教。